# سوپرشارژر

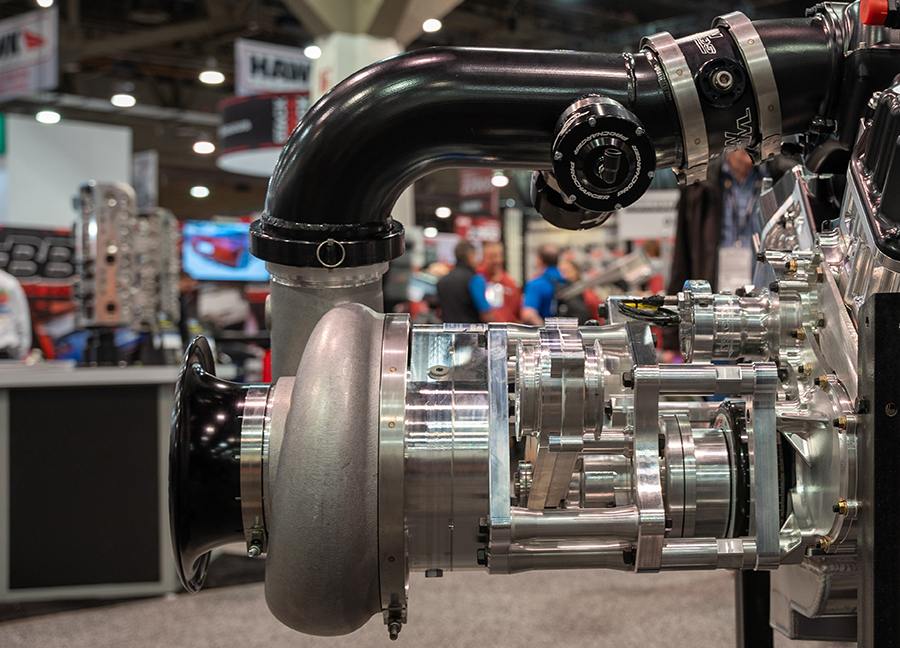
نمایی از سوپر شارژر در کارخانه

سوپرشارژر یک کمپرسور هوا است که با افزایش فشار یا چگالی هوای ورودی موتور، باعث ورود اکسیژن بیشتر به محفظه احتراق شده و به احتراق بهتر سوخت و بازدهی بیشتر موتور، و در نتیجه افزایش قدرت خروجی آن کمک می‌کند. در این سامانه، دستگاه انرژی مورد نیاز خود را از موتور می‌گیرد و به همین دلیل موجب تضعیف قدرت موتور می‌گردد. با پیشرفت فناوری‌های مرتبط با خودرو و اختراع توربو شارژر به مرور استفاده از این دستگاه رو به کاهش نهاده‌است.
در تفکر عمومی تصور بر این است که توربوشارژرها از طریق اتصالات مکانیکی به کار می‌افتند؛ این در حالی است که یک توربوشارژر در واقع نیروی خود را از یک توربین به حرکت درآمده توسط گازهای خروجی موتور می‌گیرد. در عین حال سوپرشارژرها می‌توانند نیروی خود را به صورت مکانیکی، و از طریق اتصال تسمه، چرخ‌دنده، شفت یا زنجیر با میل‌لنگ و در مواد خاصی روی میل بادامک نیز تأمین کنند.